# Марьино (Великолукский район)
Ма́рьино — деревня в Великолукском районе Псковской области России. Входит в состав Шелковской волости.

## География
Расположена на севере района в 26 км к северу от райцентра Великие Луки, на противоположном от деревни Карцево левом берегу реки Ловать.

## Население
| 2001 | 2002 | 2010 |
| ---- | ---- | ---- |
| 77   | ↘65  | ↘63  |

Численность населения деревни по оценке на начало 2001 года составляла 77 жителей.

## История
С января 1995 до декабря 2014 года деревня входила в состав ныне упразднённой Марьинской волости.